# دارون عجم أوغلي
كامر دارون عجم أوغلي، ولد في الثالث من سبتمبر عام 1967، اقتصادي أمريكي - تركي من أصل أرمني يدرّس في معهد ماساتشوستس للتكنولوجيا منذ العام 1993. يشغل اليوم منصب أستاذ إليزابيث وجيمس كيليان للاقتصاد في معهد ماساتشوستس للتكنولوجيا. عُيّن أستاذًا في المعهد عام 2019.
ولد عجم أوغلي لأبويين أرمنينيين في اسطنبول وحاز على درجة الماجسيتر ثم الدكتوراه من كلية لندن للاقتصاد في سن الخامسة والعشرين. حاضر في كلية لندن للاقتصاد لمدة عام قبل التحاقه بمعهد ماساتشوستس للتكنولوجيا. حصل على ميدالية جون بيتس كلارك عام 2005. اشتهر عجم أوغلي بعمله في الاقتصاد السياسي. ألف مئات الأبحاث، واشترك في تأليف العديد منها مع معاونيه القدامى سيمون جونسون وجايمس وجيمس أ. روبنسون. ألّف مع روبنسون «أصول الديكتاتورية والديمقراطية (2006)»، و«لماذا تفشل الأمم (2012)». كان الأخير، وهو كتاب مؤثر عن الدور الذي تلعبه المؤسسات في صياغة النتائج الاقتصادية للدول، سببًا في إثارة نقاشات في المجالين الفكري والإعلامي. بوصفه وسطيًا، يؤمن عجم أوغلي باقتصاد السوق المنظم. يعلق عجم أوغلي بشكل منتظم على القضايا السياسية، والتفاوت الاقتصادي، ومجموعة متنوعة من السياسات المحددة.
حل عجم أوغلي في المرتبة الثالثة، بعد بول كروجمان وجريج مانكيو، في قائمة «خبراء الاقتصاد الحياء المفضلين تحت سن الستين» خلال استطلاع أُجري عام 2011 بين خبراء اقتصاد أميركيين. في عام 2015، سماه موقع «أوراق بحثية في الاقتصاد» أكثر الاقتصاديين شهرة خلال السنوات العشر الماضية.

## حياته
ولد كامر دارون عجم أوغلي في إسطنبول بتركيا لوالدين أرمنيين في 3 سبتمبر عام 1967. هو الطفل الوحيد لكيفورك عجم أوغلي (1938 – 1988)، محام تجاري ومحاضر في جامعة إسطنبول، وإيرما (توفيت عام 1991)، مديرة مدرسة آراميان أونكويان الأرمينية في مقاطعة كاديكوي. التحق بمدرسة أرمنية في إسطنبول وتخرج من ثانوية غالاتاسراي في عام 1986. أصبح مهتمًا بالسياسة والاقتصاد في سن المراهقة. حصل على بكالوريوس الفنون في الاقتصاد من جامعة يورك عام 1989، ثم ماجستير في العلوم (في الاقتصاد الرياضي والاقتصاد القياسي)، والدكتوراه (في الاقتصاد) من كلية لندن للاقتصاد، عامي 1990 و1992 على التوالي. كانت رسالة الدكتوراه خاصته بعنوان «مقالات في الأسس الدقيقة للاقتصاد الكلي: العقود والأداء الاقتصادي». كان مستشار الدكتوراه الخاص به كيفن دبليو. إي. روبرتس. قال جيمس ملكومسون، وهو أحد باحثي الدكتوراه في كلية لندن للاقتصاد، إنه حتى الفصول الثلاثة الأضعف في أطروحته «كانت أكثر من كافية ليحصل على درجة الدكتوراه».
وصفه أرنولد كلينج بأنه شخص عجيب، لحصوله على شهادة الدكتوراه بسن مبكرة، إذ حصل عليها وعمره 25 عامًا.
عجم أوغلي مواطن أمريكي الجنسية. يتكلم الإنجليزية والتركية بطلاقة. هو متزوج من أسومان «أسو» أوزداغلار، وهي أستاذة في الهندسة الكهربائية وعلوم الكمبيوتر في معهد ماساتشوستس للتكنولوجيا، وابنة لاسماعيل أوزداغلار، وزير سابق في الحكومة التركية. كتبا معا عدة مقالات. في عام 2015، عاش الزوجان في نيوتن، ماساتشوستس مع ابنيهما (أردا وأراس).

## مسيرته المهنية
كان عجم أوغلي محاضرًا في الاقتصاد في كلية لندن للاقتصاد بين عامي 1992 و1993. بدأ إلقاء المحاضرات في معهد ماساتشوستس للتكنولوجيا في عام 1993، عندما عُيّن أستاذا مساعدًا للاقتصاد. حصل على منصب في معهد ماساتشوستس للتكنولوجيا في عام 1998، ورُقّي إلى درجة أستاذ كامل عام 2000. شغل في العام 2004 منصب تشارلز بي كيندلبيرجر في الاقتصاد التطبيقي. يشغل منذ 2010 وحتى اليوم منصب إليزابيث وجيمس كيليان للاقتصاد في معهد ماساتشوستس للتكنولوجيا. عُيّن في عام 2019 أستاذًا للمعهد وهو أعلى منصب شرفي في معهد ماساتشوستس للتكنولوجيا.